# João Medeiros
Pour les articles homonymes, voir Medeiros.
João Medeiros (né le 4 août 2001 sur l'île de São Miguel) est un coureur cycliste portugais. Il est membre de l'équipe Credibom-LA Alumínios-Marcos Car.

## Biographie
João Medeiros est originaire de São Miguel, dans les Açores,. En 2020, il intègre l'équipe continentale LA Alumínios, après y avoir été stagiaire. Cette structure accueille principalement des jeunes cyclistes portugais. Il participe à son premier Tour du Portugal en 2021.
Lors de la saison 2022, il montre ses qualités de grimpeur sur le Grand Prix des Açores, une épreuve réservée aux cyclistes espoirs. Vainqueur de la dernière étape, il se classe deuxième du classement général. Il brille aussi sur le Tour du Portugal de l'Avenir en terminant deuxième d'une étape et sixième du classement final. La même année, il prend la troisième place du championnat du Portugal espoirs. Il termine par ailleurs seizième et meilleur jeune du Grand Prix Torres Vedras, ou encore dix-huitième du Tour du Portugal.
En 2023, il s'impose sur la dernière étape du Grande Prémio Douro Internacional. Il est également deuxième du Circuit de Malveira, et surtout cinquième du Classica da Arrábida, inscrit au calendrier de l'UCI Europe Tour. Son année 2024 est en revanche perturbée par une chute au mois d'avril. Victime d'une fracture du coude, il se casse également l'omoplate. Ces blessures le contraignent à suivre une longue convalescence.

## Palmarès et résultats

### Par année
- 2022
  - 3e étape du Grand Prix des Açores
  - 2e du Grand Prix des Açores
  - 3e du championnat du Portugal sur route espoirs
- 2023
  - 5e étape du Grande Prémio Douro Internacional
  - 2e du Circuit de Malveira
- 2024
  - 2e du Circuit de Moita
- 2025
  - 2e étape du Grand Prix Abimota
  - 2e étape du Grande Prémio Douro Internacional
  - 2e du Grand Prix de Mortágua
  - 3e du Grande Prémio Douro Internacional
  - 3e du championnat du Portugal sur route

### Classements mondiaux
| Année                                 | 2020  | 2021 | 2022  | 2023  |
| ------------------------------------- | ----- | ---- | ----- | ----- |
| Classement mondial                    | 1774e | nc   | 1530e | 1925e |
| UCI Europe Tour                       | 1309e | nc   | 1025e | nc    |
|                                       |       |      |       |       |
| Légende : nc = non classéSource : UCI |       |      |       |       |